# Iddhipada
Iddhipada (en pali ; sanskrit : riddhipada) est un terme du bouddhisme qui peut se traduire par « fondements des pouvoirs psychiques ». Quatre qualités permettent d'avancer vers ces pouvoirs : l'effort (ou vīrya), l'intention (ou chanda), la pensée (ou chitta) et l'analyse (ou mîmâmsâ).